# Géorgie aux Jeux olympiques
La Géorgie participe pour la première fois aux Jeux olympiques d'hiver de 1994 à Lillehammer.

## Histoire
De 1921 à 1991, la Géorgie était intégrée à URSS : les athlètes géorgiens concourraient aux Jeux olympiques sous le drapeau soviétique.
Après le rétablissement de l'indépendance de son pays et après sa création, le Comité national olympique géorgien a régulièrement envoyé une délégation nationale à chaque édition des Jeux olympiques d'été et des Jeux olympiques d'hiver.
Au 1er janvier 2018, les athlètes géorgiens avaient remporté un total de 33 médailles.

## Bilan général

### Par année
| Année | Médaille d'or, Jeux olympiques | Médaille d'argent, Jeux olympiques | Médaille de bronze, Jeux olympiques | Total |
| 1996  | 0                              | 0                                  | 2                                   | 2     |
| 2000  | 0                              | 0                                  | 6                                   | 6     |
| 2004  | 2                              | 2                                  | 0                                   | 4     |
| 2008  | 3                              | 2                                  | 2                                   | 7     |
| 2012  | 1                              | 3                                  | 3                                   | 7     |
| 2016  | 2                              | 1                                  | 4                                   | 7     |
| Total | 8                              | 8                                  | 17                                  | 33    |

| Année | Médaille d'or, Jeux olympiques | Médaille d'argent, Jeux olympiques | Médaille de bronze, Jeux olympiques | Total |
| 1994  | 0                              | 0                                  | 0                                   | 0     |
| 1998  | 0                              | 0                                  | 0                                   | 0     |
| 2002  | 0                              | 0                                  | 0                                   | 0     |
| 2006  | 0                              | 0                                  | 0                                   | 0     |
| 2010  | 0                              | 0                                  | 0                                   | 0     |
| 2014  | 0                              | 0                                  | 0                                   | 0     |
| 2018  | 0                              | 0                                  | 0                                   | 0     |
| Total | 0                              | 0                                  | 0                                   | 0     |

### Par sport
| \| Place \| Sport \| Médaille d'or, Jeux olympiques \| Médaille d'argent, Jeux olympiques \| Médaille de bronze, Jeux olympiques \| Total \| \| 1 \| Lutte \| 3 \| 5 \| 10 \| 18 \| \| 2 \| Judo \| 3 \| 2 \| 3 \| 8 \| \| 3 \| Haltérophilie \| 2 \| 1 \| 2 \| 5 \| \| 4 \| Boxe \| 0 \| 0 \| 1 \| 1 \| \| 5 \| Tir \| 0 \| 0 \| 1 \| 1 \| \| Total \| Total \| 8 \| 8 \| 17 \| 33 \| |               |                                |                                    |                                     |       |
| Place | Sport         | Médaille d'or, Jeux olympiques | Médaille d'argent, Jeux olympiques | Médaille de bronze, Jeux olympiques | Total |
| 1 | Lutte         | 3                              | 5                                  | 10                                  | 18    |
| 2 | Judo          | 3                              | 2                                  | 3                                   | 8     |
| 3 | Haltérophilie | 2                              | 1                                  | 2                                   | 5     |
| 4 | Boxe          | 0                              | 0                                  | 1                                   | 1     |
| 5 | Tir           | 0                              | 0                                  | 1                                   | 1     |
| Total | Total         | 8                              | 8                                  | 17                                  | 33    |

### Par athlète (médaille d'or)
Cette liste ne prend pas en compte les Géorgiens médaillés dans l'équipe de l'URSS entre 1917 et 1992.
| Médaille                       | Nom                      | Jeux                | Sport               | épreuve           |
| ------------------------------ | ------------------------ | ------------------- | ------------------- | ----------------- |
| Médaille d'or, Jeux olympiques | Zurab Zviadauri          | 2004 Athènes        | Judo                | Hommes 81 - 90 kg |
| Médaille d'or, Jeux olympiques | George Asanidze          | 2004 Athènes        | Haltérophilie       | Hommes 77 - 85 kg |
| Médaille d'or, Jeux olympiques | Manuchar Kvirkelia       | 2008 Pékin          | Lutte gréco-romaine | Homme - 74 kg     |
| Médaille d'or, Jeux olympiques | Revazi Mindorashvili     | 2008 Pékin          | Lutte libre         | Homme - 84 kg     |
| Médaille d'or, Jeux olympiques | Irakli Tsirekidze        | 2008 Pékin          | Judo                | Homme - 90 kg     |
| Médaille d'or, Jeux olympiques | Lasha Shavdatuashvili    | 2012 Londres        | Judo                | Homme - 66 kg     |
| Médaille d'or, Jeux olympiques | Lasha Talakhadze         | 2016 Rio de Janeiro | Haltérophilie       | Homme + 105 kg    |
| Médaille d'or, Jeux olympiques | Vladimer Khinchegashvili | 2016 Rio de Janeiro | Lutte libre         | Homme - 57 kg     |

### Par athlète (médaille d'argent)
Cette liste ne prend pas en compte les Géorgiens médaillés dans l'équipe de l'URSS entre 1917 et 1992.
| Médaille                           | Nom                       | Jeux                | Sport               | épreuve        |
| ---------------------------------- | ------------------------- | ------------------- | ------------------- | -------------- |
| Médaille d'argent, Jeux olympiques | Nestor Khergiani          | 2004 Athènes        | Judo                | Hommes - 60 kg |
| Médaille d'argent, Jeux olympiques | Ramaz Nozadze             | 2004 Athènes        | Lutte gréco-romaine | Hommes - 96 kg |
| Médaille d'argent, Jeux olympiques | Revaz Lashkhi             | 2012 Londres        | Lutte greco-romaine | Homme - 66 kg  |
| Médaille d'argent, Jeux olympiques | Vladimer Khintchegachvili | 2012 Londres        | Lutte libre         | Homme - 55 kg  |
| Médaille d'argent, Jeux olympiques | Davit Modzmanashvili      | 2012 Londres        | Lutte libre         | Homme - 120 kg |
| Médaille d'argent, Jeux olympiques | Varlam Liparteliani       | 2016 Rio de Janeiro | Judo                | Homme - 90 kg  |